# Euphaedra (Euphaedrana) phosphor
Euphaedra (Euphaedrana) phosphor es una especie de  Lepidoptera, de la familia Nymphalidae,  subfamilia Limenitidinae, tribu Adoliadini, pertenece al género Euphaedra, subgénero (Euphaedrana).

## Localización
Esta especie de Lepidoptera se encuentra localizada en el este de Zaire y en el oeste de Tanzania (África). 